# Emilio S. Belaval
Emilio S. Belaval (Fajardo, 8 de noviembre de 1903 - San Juan, 1 de abril de 1972),
fue un escritor, abogado, ensayista, juez, dramaturgo y periodista puertorriqueño.

## Biografía
Se graduó de la Escuela de Leyes de la Universidad de Puerto Rico en 1927. En el ámbito de las leyes, fue juez de distrito, juez asociado del Tribunal Supremo y secretario del Comité Hayes, que tuvo a su cargo la investigación de los hechos ocurridos en la Masacre de Ponce.
Su participación en el ambiente cultural de la isla lo llevó a presidir el Ateneo Puertorriqueño y la organización Pro Arte Musical. Además, dirigió la sociedad dramática «Areyto» y la Academia de Artes y Ciencias de Puerto Rico. Fue miembro del Consejo Superior de Enseñanza y de la Academia Puertorriqueña de la Lengua Española.
Desde muy joven sintió afición a las letras y sus primeros versos aparecieron en la revista Puerto Rico Ilustrado, cuando apenas contaba con 14 años de edad. Luego, se dedicó al cultivo del cuento, a partir de sus dos libros iniciales: El libro azul (1918) y Cuentos para colegiales (1922). En sus cuentos reflexiona acerca de la realidad social puertorriqueña. 
En su obra ensayística Belaval refleja su preocupación respecto a la identidad del pueblo puertorriqueño, sometido a la colonización estadounidense.
La Biblioteca de la Universidad Interamericana de Puerto Rico, Recinto de Fajardo lleva su nombre como recuerdo y honra de su importancia teatral y literaria en general.

## Obras

### Cuentos
- El libro azul (1918)
- Cuentos para colegialas  (1922)
- Los cuentos de la Universidad (1935)
- Cuentos para fomentar el turismo (1946)
- Cuentos de la plaza fuerte (1963)

### Teatro
- La romanticona (1926, en conjunto con Amelia Agostini)
- Cuando las flores de Pascua son flores de azahar (1939)
- La muerte (1953)
- La vida (Madrid: Ediciones Areyto, 1959)
- La hacienda de los cuatro vientos (publicada dentro de la obra colectiva Teatro Puertorriqueño, San Juan, Instituto de Cultura Puertorriqueña, 1959])
- Cielo caído (ibídem, 1961)
- Circe o el amor (Barcelona, Ediciones Rumbos, 1963)
- La novela de una vida simple (1935)
- La presa de los vencedores (1939)
- Hay que decir la verdad (1940)
- La muerte (1953)
- La vida (1959)
- El puerto y la mar (1965)
- Agua de la mala suerte, agua de la buena suerte (1967)

### Ensayos
- Los problemas de la cultura puertorriqueña (2156)
- El teatro como vehículo de expresión de nuestra cultura (1940)
- Areyto (1948)
- La intríngulis puertorriqueña (1952)
- El ser de lo viviente en el raciovitalismo orteguiano: resumen de una lectura desinteresada (1956)
- Cultura de la esencialidad humana- Literatura espíritu y tiempo (1959)